# Transplante de córnea
Transplante de córnea é um procedimento cirúrgico no qual uma córnea lesionada ou com doença é substituída por outra de um doador.
Em uma pesquisa que usa células-tronco realizada pelo oftalmologista brasileiro Francisco Figueiredo na Universidade de Newcastle, pode ser uma alternativa em alguns casos de necessidade de transplante .